# John Boudebza

a Compétitions nationales et continentales officielles uniquement.

b Matchs officiels uniquement.
John Boudebza, né le 13 juin 1990, est un joueur de rugby à XIII français évoluant au poste de talonneur. Il débute à Pia XIII en 2009 en Championnat de France avant de rejoindre le FC Lézignan. Il rejoint ensuite la Super League en signant à Hull KR à partir de 2014 et dispute une finale, perdue, de Challenge Cup en 2015. Ses bonnes performances en club l'amènent en équipe de France. Ses frères, Jordan et Hugo Boudebza, sont également joueurs de rugby à XIII.

## Biographie
Son père, Hadj Boudebza, est un ancien joueur de rugby à XIII  ayant évolué au Paris Saint-Germain, à Saint-Estève et en équipe de France (il a participé à la Coupe du monde 1995). John Boudebza, quant à lui, débute au rugby à XIII à Saint-Estève puis au XIII Catalan, avant de rejoindre Pia XIII avec lequel il fait ses débuts en Championnat de France. Après trois ans à Pia, il s'engage avec le FC Lézignan en 2012. Encouragé par son entraîneur Aurélien Cologni et ses bonnes prestations à Lézignan, il tape dans l'œil du club de la Super League Hull KR entraîné par Chris Chester qui le recrute. Il réalise une saison complète en 2015 et dispute aux côtés de son compatriote Kevin Larroyer la finale de la Challenge Cup, celle-ci est perdue contre les Rhinos de Leeds. Il clôt son aventure en Super League en 2016 à la suite de la relégation d'Hull KR en Championship.
Opéré en septembre 2016, il est éloigné huit mois des terrains et se relance à Lézignan dans le Championnat de France en mars 2017.
Il est retenu dans la liste des vingt-quatre joueurs sélectionnés pour disputer la Coupe du monde 2017.

## Palmarès
- Championnat de France :
  - Finaliste : 2012 (Pia XIII), 2014 et 2017 (FC Lézignan).
- Coupe de France :
  - Finaliste : 2011 & 2012 (Pia XIII).
- Challenge Cup :
  - Finaliste : 2015 (Hull KR).

### Détails en sélection
| 1. | 25 octobre 2014  | Pays de Galles | 42-22 | Coupe d'Europe | Talonneur | 0 | 0 | 0 | 0 |
| 2. | 17 octobre 2015  | Irlande        | 31-14 | Amical         | Talonneur | 1 | 0 | 0 | 1 |
| 3. | 24 octobre 2015  | Angleterre     | 4-84  | Amical         | Talonneur | 0 | 0 | 0 | 0 |
| 4. | 30 octobre 2015  | Pays de Galles | 6-14  | Amical         | Talonneur | 0 | 0 | 0 | 0 |
| 5. | 7 novembre 2015  | Écosse         | 32-18 | Amical         | Talonneur | 0 | 0 | 0 | 0 |
| 6. | 3 novembre 2017  | Australie      | 6-52  | Coupe du monde | Talonneur | 0 | 0 | 0 | 0 |
| 7. | 12 novembre 2017 | Angleterre     | 6-36  | Coupe du monde | Talonneur | 0 | 0 | 0 | 0 |

### En club
| Saison    | Club                      | Compétition           | Matchs | Points | Essais | Goals | Drops |
| --------- | ------------------------- | --------------------- | ------ | ------ | ------ | ----- | ----- |
| 2008-2009 | Saint-Estève XIII Catalan | Championnat de France | 15     | 18     | 2      | 5     | -     |
| 2009-2010 | Pia                       | Championnat de France | 20     | 14     | 3      | 1     | -     |
| 2010-2011 | Pia                       | Championnat de France | 21     | 12     | 3      | -     | -     |
| 2011-2012 | Pia                       | Championnat de France | 19     | 4      | 1      | -     | -     |
| 2012-2013 | Lézignan                  | Championnat de France | 17     | 12     | 3      | -     | -     |
| 2013-2014 | Lézignan                  | Championnat de France | 14     | -      | -      | -     | -     |
| 2014-2015 | Lézignan                  | Championnat de France | 6      | 12     | 3      | -     | -     |
| 2014-2015 | Hull KR                   | Super League          | 22     | 8      | 2      | -     | -     |
| 2015-2016 | Hull KR                   | Super League          | 12     | -      | -      | -     | -     |
| 2016-2017 | Lézignan                  | Championnat de France | 6      | 4      | 1      | -     | -     |
| 2016-2017 | London Broncos            | Super League          | 2      | -      | -      | -     | -     |
| 2017-2018 | Lézignan                  | Championnat de France | 11     | 7      | 1      | 1     | 1     |
| 2018-2019 | Palau-del-Vidre           | Championnat de France | 18     | 12     | 3      | -     | -     |
| 2019-2020 | Palau-del-Vidre           | Championnat de France | 11     | 8      | 2      | -     | -     |
| 2020-2021 | Palau-del-Vidre           | Championnat de France | 8      | 8      | 2      | -     | -     |